# Donato de Boni di Pellizuoli

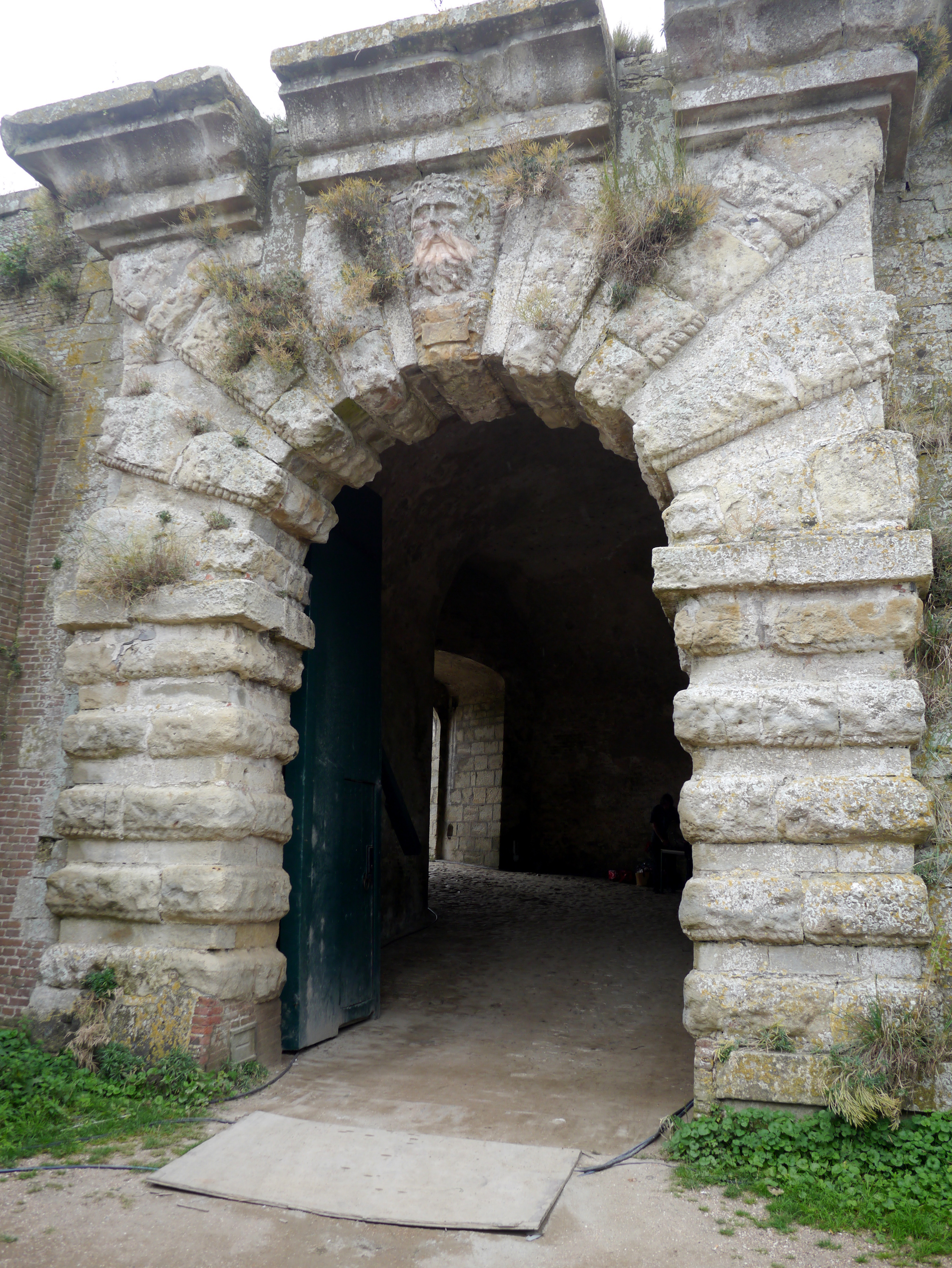
Toegangspoort van Fort Rammekens

Donato de Boni di Pellizuoli († 1556) was een Italiaans architect en vestingbouwkundige werkend voor en ten tijde van keizer Karel V.
De Boni werd geboren in Bergamo en kreeg zijn opleiding bij Michele Sanmicheli. Hij week in 1540 uit naar de Nederlanden met als opdracht de Spaanse omwalling aan te leggen om Antwerpen te beschermen. De middeleeuwse muur werd afgebroken en vervangen door een vijf kilometer lange, tien meter hoge omwalling, bestaande uit acht stadsmuren eindigend op negen vijfhoekige bastions en een stadsgracht, voorzien van vijf monumentale stadspoorten in renaissancearchitectuur, waaronder de Keizerspoort en de Kipdorppoort.
Samen met Jacques Dubrœucq ontwierp De Boni verschillende nieuwe versterkingen, waaronder Charlemont en in 1546 Mariembourg. Hij was in 1547 ontwerper van Fort Rammekens bij Ritthem.  In Vlissingen ontwierp hij het het Keizersbolwerk, waarvan de bouw in 1548 werd aangevat. Hij was ook de bouwmeester van het Spanjaardenkasteel in Gent, de Citadel van Namen en het kasteel van Renty.
Na negatieve inspectieverslagen van Giovanni Maria Olgiati en Sebastiaan van Noyen ontving De Boni vanaf 1553 geen nieuwe opdrachten meer. 